# Antvorskov Amt
Antvorskov Amt blev oprettet 1662 og ophørte 1793.

## Amtmænd
- 1662 – 1693: Hugo Lützow
- 1723 – 1727: Simon Henrik von Donop
- 1741 – ?: Villum Berregaard
- ?: Frederik Løvenørn
- 1780 – 1781: Carl Adolph Raben
- 1785 – 1798: Vilhelm Mathias Scheel